# Selim Mouzannar
Selim Mouzannar (Beirut, 5 febbraio 1963) è un gioielliere e attivista libanese.
È il fondatore e il capo amministratore della "Maison Selim Mouzannar", una casa di gioielli e di artigianato con sede a Beirut (Libano).

## Biografia
Proveniente da una rinomata famiglia di artigiani di Damasco, Selim Mouzannar ha imparato il mestiere dell'orafo nel negozio di suo padre nei vecchi souk della Beirut cosmopolita degli anni settanta.
Nel 1980, durante la guerra civile, Selim Mouzannar lascia il Libano per proseguire gli studi presso l'Instituto nazionale di gemmologia di Parigi fino a ottenere la laurea in mineralogia e gemmologia, eseguendo inoltre un tirocinio nel mercato dei diamanti di Anversa (Belgio).
Dal 1984, Mouzannar lavora come direttore di produzione e di acquisto per un famoso gioielliere basato in Arabia Saudita. Nel 1989 si trasferisce a Bangkok (Thailandia) per dirigere un'officina orafa internazionale. Alla fine degli anni ottanta, Mouzannar trascorre sei mesi in una miniera di rubini al confine tra Thailandia e Cambogia, dopodiché decide di lasciare l'Estremo Oriente.
Nel 1990, Mouzannar torna a Parigi per acquisire nuove competenze nel campo della mineralogia presso l'Instituto nazionale di gemmologia.
Mouzannar torna a Beirut nel 1993 nell'ambito di creare il proprio marchio di gioielli, la Maison Selim Mouzannar. Cinque anni dopo l'apertura della sua prima officina a Beirut, Mouzannar inaugura il suo flagship store.
In seguito alla guerra del Libano del 2006, Mouzannar lancia una nuova strategia nell'ambito di espandere il suo marchio al livello internazionale e partecipa a diverse mostre in tutto il mondo.
Nel 2012, l'Istituto Americano di gemmologia gli conferisce un certificato in design di gioielli, dopodiché l'Ecole supérieure des affaires di Beirut gli attribuisce un certificato in marketing di lusso nel 2014.
Tra clienti di marca da Mouzannar includono pop star Rihanna, l'attrice Gwyneth Paltrow, l'attrice Emma Stone in occasione dell'apertura del Cinema di Venezia nel 2016, e l'attrice Jennifer Lawrence nel promuovere il suo film Passeggeri a Seoul dicembre 2016.

## Premi e riconoscimenti
Nel 2010, Mouzannar è tra i cinque designer del gioiello mediorientali presentati all'asta da Christie's.
Nel 2011, viene nominato agli Elle Style Awards tra i cinque migliori designer del gioiello dell'anno durante una cerimonia svoltasi ad Istanbul.
Nel 2012, Mouzannar viene classificato dal World Gold council tra i dieci migliori designer.
Nel 2014, Mouzannar viene classificato tra le trenta personalità emergenti che più influiscono sul Libano.
Nel 2016, Mouzannar ha creato il 'Amal' collana, composta da smeraldi di varie dimensioni e riflessioni. Amal ha vinto la categoria "Best in pietre preziose colorate" del Couture Award a Las Vegas ed è stato nominato come uno dei "30 gioielli mozzafiato" da Forbes per il 2016

## Impegno civico
Mouzannar ha sviluppato il suo coinvolgimento nella comunità come un'estensione del suo mestiere, in quanto membro del comitato esecutivo di Ashrafiyye 2020 – un'iniziativa civica proambientale che si propone di reinventare il quartiere storico di Ashrafieh (Beirut) – e in quanto cofondatore del consiglio di amministrazione dell'ONG Right to Nonviolence (con sede a Beirut).
Mouzannar è stato coinvolto nella Rivoluzione del Cedro del 2005 che costrinse senza ricorrere alla violenza l'esercito siriano a ritirarsi dal Libano.
Un suo ritratto nell'edizione internazionale del New York Times Herald Tribune titolava Translating violence into wearable beauty ("Tradurre la violenza in bellezza da indossare") e evidenziava l'eclettismo della collezione Mouzannar.

## Collezioni
•	Beirut, Beirut 13, Beirut Key
•	Basilique
•	C'est dans l'Air
•	Fortune
•	Heritage
•	Istanbul
•	Kastak
•	Link
•	Plage de Galets
•	Shooting Stars
•	Terra
•	Transparence

## Negozi e punti di vendita
•	Selim Mouzannar, Ashrafiyye, Beirut, Libano.
•	Le Bon Marché, Parigi, Francia.
•	Annoushka, Harrods, Londra, Regno Unito.
•	Crans Prestige, Ginevra, Svizzera.
•	BonGenie Grieder, Ginevra, Svizzera.
•	Midnight Express, Istanbul, Tacchino.
•	Bloomingdale's, Dubai, Emirati Arabi Uniti.
•	Harvey Nichols, Dubai, Emirati Arabi Uniti